# Álvaro de Carvajal
Álvaro de Carvajal (circa: 1520 - 1580) fue un político español designado por la Real Audiencia de Guatemala, el año de 1554, Alcalde Mayor de Yucatán. Fue el segundo español que gobernó con ese título, en el siglo XVI, la Capitanía General de Yucatán.

## Datos históricos de su gobierno en Yucatán
El año de 1552 la provincia de Yucatán que había estado dentro de la jurisdicción de la Real Audiencia de México pasó a depender de la Real Audiencia de Guatemala (o de los Confines, como se llamó) por determinación del rey Carlos de Habsburgo. Al término del gobierno del alcalde mayor Gaspar Suárez de Ávila arribó de Guatemala para gobernar la provincia de Yucatán el segundo alcalde mayor, Álvaro de Carvajal, nombrado en 1554 para tal efecto.
Álvaro de Carvajal gobernó hasta 1556 en que fue sustituido por Alonso Ortiz de Argueta, también nombrado por los Confines, en el mismo año en que Carlos I de España abdicó en favor de su hijo, Felipe  el trono de España. Del gobierno de Álvaro de Carvajal se sabe que fue conciliador, en términos de las continuadas disputas entre encomenderos y frailes franciscanos, disputas que habían disminuido en la región a partir de la puesta en vigor de las ordenanzas de Tomás López Medel pero que seguían dificultando la vida social de Yucatán.
En esos años también dio inicio una sublevación importante en la región oriental de la península encabezada por varios caudillos mayas que se manifestaban violentamente inconformes con el dominio de los españoles, entre los cuales el batab Kul Chuc, quien más tarde fue apresado y ajusticiado por Macán Pech, también caudillo maya pero del poniente, que auxilió a los españoles a controlar la insurrección que se extendió por varios poblados orientales como Chancenote, Nabalán, Yaxcabá y Kanxoc, antes de ser definitivamente aplacada, ya durante el gobierno del alcalde mayor Ortiz de Argueta.